# Euagathis henseni
Euagathis henseni är en stekelart som beskrevs av Simbolotti och Van Achterberg 1995. Euagathis henseni ingår i släktet Euagathis och familjen bracksteklar. Inga underarter finns listade i Catalogue of Life.